# Fernando Pascoal das Neves
Fernando Pascoal Neves, más conocido como Pavão (12 de agosto de 1947, Chaves - 16 de noviembre de 1973, Oporto) fue un futbolista portugués que jugó para el FC Porto.

## Trayectoria
Nació en Chaves el 12 de agosto de 1947. Comenzó a practicar el fútbol en el Polideportivo de Chaves y posteriormente, en 1964 pasó a jugar para el junior del club de fútbol FC Porto. Al año siguiente logró ascender al equipo principal e hizo su debut en el juego como titular ante el Benfica, con 18 años. Con la llegada del entrenador José María Pedroto, Pavāo ganó el puesto titular de manera permanente. Además, siendo el jugador más joven en el equipo fue elegido para ser capitán del club. 
En la temporada 1967-1968 ayudó al FC Porto a ganar la Copa al derrotar en la final a Vitoria Setúbal por 2-1. Tenía planes para abrir un bar en la Plaza de Velázquez. Sin embargo, a los 13 minutos de la ronda 13 del campeonato de 1973, después de hacer un pase a Oliver, Pavāo cayó y no se levantó más. Fue llevado al Hospital de San Juan, donde una hora y media después se comunicó su muerte. La causa fue una hemorragia cerebral (según informe médico), que conmocionó al país. El juego continuó y el FC Porto ganó por 2-0.